# سومالیا (کومونه)
سومالیا (به ایتالیایی: Somaglia) یک کومونه در ایتالیا است که در استان لودی واقع شده‌است. سومالیا ۲۰٫۹ کیلومتر مربع مساحت و ۳٬۳۸۴ نفر جمعیت دارد و ۵۷ متر بالاتر از سطح دریا واقع شده‌است.